# Miskolci Magister Gimnázium
A Miskolci Magister Gimnáziumot 1992-ben, Miskolci Matura Gimnázium néven hozta létre két magánszemély, Gergely László és Gergely Lászlóné, fenntartója az EURO-MAGISTER Nonprofit Kft. A magángimnázium 2008 szeptemberétől a miskolci Tudomány és Technika házában működik.
A gimnázium egyik legfontosabb profilja a médiakommunikációs oktatás, amelynek keretében mozgóképkultúrát, média- és újságírói ismereteket tanítanak, a másik az emelt szintű, speciális magyar nyelv- és irodalom oktatása. Emellett emelt szinten tanítanak angol és német nyelvet. A 2012-es tanévtől elkezdték az ingyenes felnőttképzést esti tagozaton is.

## A 2023/2024-es tanévben induló osztályok
| Képzési forma            | Kód  | Évfolyam | Tagozat                                    | Felvehető | Felvehető |
| Képzési forma            | Kód  | Évfolyam | Tagozat                                    | Osztály   | Fő        |
| ------------------------ | ---- | -------- | ------------------------------------------ | --------- | --------- |
| Négyévfolyamos osztályok | 0001 | 4        | Angol emelt óraszámú                       | 0,5       | 18        |
| Négyévfolyamos osztályok | 0002 | 4        | Német emelt óraszámú                       | 0,5       | 18        |
| Négyévfolyamos osztályok | 0003 | 4        | Mozgóképkultúra és médiaismeret orientáció | 0,5       | 18        |
| Négyévfolyamos osztályok | 0004 | 4        | Testnevelés sport orientáció               | 0,5       | 18        |

## Osztályok (2022–2023)
| Képzési forma            | Osztály | Osztályfőnök            |
| ------------------------ | ------- | ----------------------- |
| Négyévfolyamos osztályok | 9/1.    | Galambos Gábor Márton   |
| Négyévfolyamos osztályok | 10/1.   | Karetka Márta           |
| Négyévfolyamos osztályok | 10/2.   | György Gábor            |
| Négyévfolyamos osztályok | 11/2.   | Tóth Andrea             |
| Négyévfolyamos osztályok | 11/1.   | Lopatovszki Marianna    |
| Négyévfolyamos osztályok | 12/2.   | Zárdai-Csinatalan Anita |
| Négyévfolyamos osztályok | 12/1.   | Szabó Attila            |